# Eversmannia (plante)
Genre
Eversmannia est un genre de plantes à fleurs dicotylédones de la famille des Fabaceae, sous-famille des Faboideae, originaire d'Eurasie, qui comprend quatre espèces acceptées.

## Étymologie
Le nom générique, « Eversmannia », est un hommage à Eduard Friedrich von Eversmann (1794-1860),  médecin et naturaliste allemand qui voyagea en Asie centrale, fut professeur à Kazan et directeur du jardin botanique de la ville.

## Liste d'espèces
Selon The Plant List (18 octobre 2018) :
- Eversmannia botschantzevii Sarkisova
- Eversmannia sarytavica S.A.Sarkisova
- Eversmannia sogdiana Ovcz.
- Eversmannia subspinosa (DC.) B.Fedtsch.